# Jean-Jacques Viton
Jean-Jacques Viton, né le 24 mai 1933 à Marseille et mort dans la même ville le 14 mars 2021, est un poète français. 

## Biographie
Jean-Jacques Viton passe son enfance en Angleterre, à Londres, de 1934 à 1940, puis il revient à Marseille pendant la guerre. Après-guerre, il vit au Maroc (1945-1953) puis s'engage dans la Marine jusqu’en 1958. De 1958 à 1963, il fut administrateur du Théâtre Quotidien de Marseille, premier théâtre professionnel régulier de la décentralisation.
Il est cofondateur de la revue Banana Split (1980-1990) avec Liliane Giraudon ainsi que de la revue orale vidéo-filmée La Nouvelle B.S. (1990) et des Comptoirs de La Nouvelle B.S., en lien avec le CIPM (Marseille).
En mai 2018, Jean-Jacques Viton est signataire d’une pétition en collaboration avec des personnalités issues du monde de la culture pour boycotter la saison culturelle croisée "France-Israël", qui selon l'objet de la pétition sert de «vitrine» à l'État d'Israël au détriment du peuple palestinien .
Il a écrit de nombreux ouvrages, recueils poétiques en collaboration avec des musiciens, plasticiens ou autres poètes, surtout avec Liliane Giraudon. À propos de son dernier livre, Cette histoire n’est plus la nôtre mais à qui la voudra (P.O.L., 2016), Jean-Philippe Cazier écrit : « Un des enjeux de l’écriture de Jean-Jacques Viton n’est pas de “rendre le réel”, le monde, mais d’en suivre les lignes, de s’ouvrir à son existence, de créer des devenirs avec le monde et de les laisser constituer le texte. [...] C’est la relation au monde qui prime sur la logique de la langue, c’est l’ordre et le désordre du monde qui existent sur la page, non ce qu’ordonnent les habitudes et exigences langagières. Comment dire le monde sans que celui-ci ne soit effacé par l’acte de le dire ? »

## Œuvres
- Au bord des yeux, Action Poétique Éd., Alluvions, 1963
- Sept peintres - Sept poètes (en collaboration), Marseille, Galerie Da Silva, 1963
- du Z, avec 12 lithographies de François Bouché, Winninger, 1973
- jaune c’est une orange, Le Mouvement Psychiatrique, 1976
- Image d’une place pour le Requiem de Gabriel Fauré, La Répétition, 1979
- Terminal, Hachette-Littérature-P.O.L., 1981
- Principes de lieux I, Manicle (H.C), 1983
- Le Wood, Orange Export Ltd, 1983
- Épisodes du vent, Spectres Familiers (H.C), 1983
- Some post cards about CRJ and other cards, avec Liliane Giraudon, Spectres Familiers, 1984 ; réédition Le Bleu du Ciel, 2006
- Lignes de manœuvre, in Vers et Lignes, Ecbolade, 1984
- Douze apparitions calmes de nus et leur suite, qu'elles provoquent, P.O.L., 1984
- Décollage, P.O.L., 1986
- Galas, couverture de J.J. Ceccarelli, André Dimanche éditions, coll. « Ryôan-Ji », 1989
- Épisodes, P.O.L., 1990.
- La Formation du cavalier, illustration de Liliane Giraudon, La main Courante, 1991.
- L’Année du serpent, P.O.L., 1992.
- Accumulation Vite, P.O.L., 1994.
- J-L. S. et J-J. V. - Marseille (10.45-20.00), avec Jean-Luc Sarré, photos de M. Lamourdedieu, Cornaway, Éd. (H.C.), 1995.
- Les Poètes (Vestiaire), Fourbis, 1996.
- Comme un voyage en Chine, photos de Liliane Giraudon, À Passage, 1996.
- L’Assiette, P.O.L., 1996.
- Transformateur, interventions de F. Deluy, Parcelle, 1998.
- Le Voyage d’été, P.O.L., 1999.
- Poème pour la main gauche, La main courante, 1999
- Patchinko, P.O.L., 2001
- Comme ça, P.O.L., 2003
- Shanghaï, avec un collage de Liliane Giraudon, Ecbolade, 2004
- Kanaka, P.O.L., 2006
- Température du langage, avec Liliane Giraudon, image sculptures de Bistra, version franco-japonaise de Ryoko Sekiguchi, Estepa Éditions, 2006
- Marseille-Postcards, avec Liliane Giraudon, Le Bleu du Ciel, 2006
- Je voulais m'en aller mais je n'ai pas bougé, P.O.L., 2008
- Selected sueurs, P.O.L., 2010
- Zama, P.O.L., 2012

prix Heredia de l’Académie française 2013
- Ça recommence, P.O.L., 2014
- Cette histoire n’est plus la nôtre mais à qui la voudra, P.O.L., 2016